# Suriname tijdens de Tweede Wereldoorlog

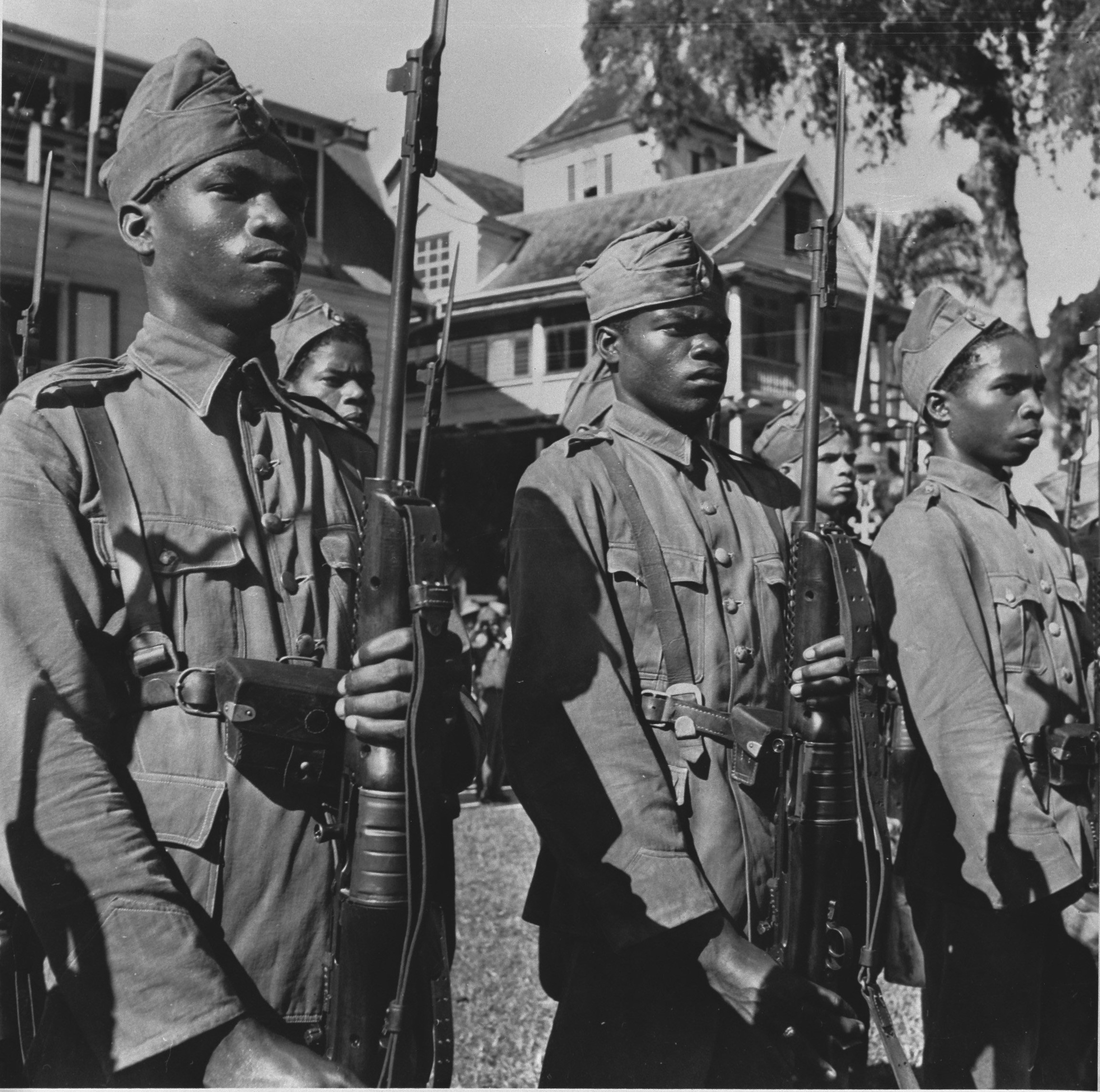
Soldaten van de Schutterij tijdens het bezoek van Prins Bernhard (1943)

De geschiedenis van Suriname tijdens de Tweede Wereldoorlog was met name gericht op het beschermen van de bauxietindustrie en het bewaken van de grenzen met Frans-Guyana dat tot 1943 deel uitmaakte van Vichy-Frankrijk. Vanaf november 1941 waren 2.000 Amerikaanse troepen gestationeerd in Suriname die vliegveld Zanderij veranderden in een grote vliegbasis, en verdedigingswerken aanlegden. Er vonden geen gevechten plaats in Suriname, maar er was een politieke crisis in 1943, omdat gouverneur Johannes Kielstra de noodtoestand gebruikte om politieke tegenstanders te interneren.

## Geschiedenis
Suriname was in 1940 een kolonie van Nederland. Tijdens het begin van de Duitse aanval op Nederland in 1940 werd zij verdedigd door 200 soldaten van de Troepenmacht in Suriname en 180 vrijwilligers van de Schutterij. De soldaten van de Schutterij mochten niet buiten Suriname worden ingezet. Op 5 september 1939 vroeg de Goslar, een Duits schip, asiel aan in Suriname. Op 10 mei werd zij door haar bemanning tot zinken gebracht, en haar wrak is anno 2022 nog steeds zichtbaar in de Surinamerivier.
Suriname was een belangrijke producent van bauxiet hetgeen gebruikt wordt om aluminium, een noodzakelijk product voor de vliegtuigindustrie, te maken. Tussen 1940 en 1943 leverde Suriname 65% van de Amerikaanse import van bauxiet. Ongeveer 90% van alle aluminium werd gebruikt voor militaire doeleinden. Op 1 september 1941, drie maanden voor de aanval op Pearl Harbor, deed president Franklin Delano Roosevelt aan koningin Wilhelmina een aanbod om 3.000 soldaten in Suriname te stationeren. Het aantal troepen werd later bijgesteld tot 2.000 soldaten en ze werden onder het commando van de KNIL geplaatst. Nederland was verantwoordelijk voor de onkosten. De Schutterij werd uitgebreid en de dienstplicht werd ingevoerd. De Schutterij bestond uiteindelijk uit 5.000 man.:92

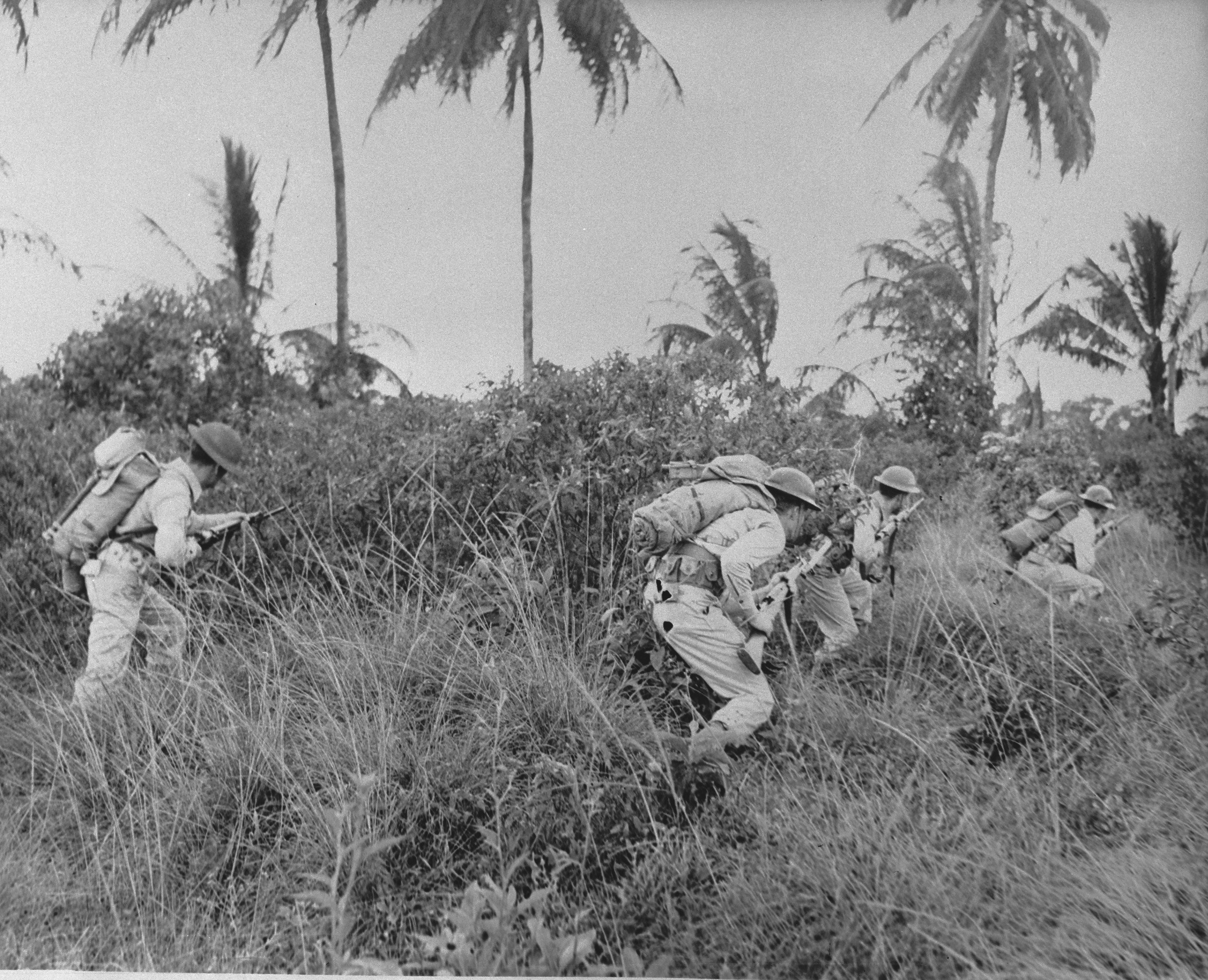
Amerikaanse soldaten tijdens een training in Suriname

Vanaf november 1941 begonnen Amerikaanse soldaten te arriveren. In december 1941 werd een begin gemaakt om Vliegveld Zanderij om te vormen tot de grootste luchthaven van Zuid-Amerika. Het vliegveld diende om schepen en fabrieken te beschermen tegen aanvallen van U-boten.
De dreiging was reëel, want op 16 februari 1942 vernietigde U 156 twee olietankers bij Aruba, en kwam naar de oppervlakte om Lago Oil & Transport Co. Ltd., 's werelds grootste olieraffinaderij, te vernietigen. De bemanning vergat echter de stop van het kanon te verwijderen, hetgeen resulteerde in een explosie van het kanon. In juni 1942 was ongeveer 22 procent van de bauxietvloot vernietigd in het Caraïbisch gebied.
Een tweede vliegbasis was wegens de Estado Novo van dictator Getúlio Vargas oorspronkelijk gepland bij de grens met Brazilië, maar in februari 1942 werd een wederzijds verdedigingsverdrag getekend tussen de Verenigde Staten, Brazilië, en Suriname.
De grens met Frans-Guyana, onderdeel van Vichy-Frankrijk, was zeer belangrijk en werd toevertrouwd aan de Schutterij. Op 16 maart 1943 koos Frans-Guyana de kant van de Vrije Fransen. In 1943 werden de Amerikaanse troepen vervangen door Puerto Ricanen.

## Politieke gebeurtenissen
Op 6 december 1942 hield koningin Wilhelmina een toespraak over de noodzaak tot reëvaluatie van de relatie met de koloniën. De toespraak was voornamelijk bedoeld om Indonesië binnen het Koninkrijk te houden, maar het werd goed ontvangen in Suriname, en leidde uiteindelijk in 1954 tot Statuut voor het Koninkrijk der Nederlanden waarin Suriname een land binnen het Koninkrijk werd.
Gouverneur Johannes Kielstra gebruikte onderwijl de noodtoestand om zijn macht te vergroten en de Staten van Suriname buitenspel te zetten.:160 Hij begon zijn autoriteit tegen politieke tegenstanders te gebruiken. Onder anderen Eddy Bruma en Otto Huiswoud werden gearresteerd en gevangen gezet zonder proces. Op 23 juli 1943, petitioneerde Wim Bos Verschuur, een lid van de Staten, koningin Wilhelmina om Kielstra te vervangen. Op 30 juli werd Verschuur zonder proces gearresteerd en geïnterneerd.:162 Vervolgens dienden alle gekozen leden van de Staten hun ontslag in en blokkeerden daarmee de mogelijkheid om wetten aan te nemen. Op 28 december werd Kielstra eervol ontslagen door het Londens kabinet. Kielstras optreden stond tamelijk haaks op Wilhelminas toespraak, uit haar Londense ballingsoord. Deze raakte zeker bekend in Suriname, maar er was ook grote onzekerheid over wat dit alles precies voor Suriname zou gaan betekenen. Er waren geen politieke partijen in het land, hoewel in theater Bellevue in Paramaribo spoedig zich zoiets als een politieke beweging 'Unie Suriname' vormde, waar drukbezochte vergaderingen gehouden werden.

## Internering
In de ochtend van 10 mei 1940 werden 73 Duitsers en een handvol anti-koloniale activisten geïnterneerd. Later werden 9 Duitse mannen, 45 vrouwen en 35 kinderen gearresteerd zonder acht te slaan op hun politieke overtuigingen.:92 Ze werden geïnterneerd in Interneringskamp Copieweg. In 1942, werden politieke gevangen uit Nederlands-Indië  geïnterneerd in Kamp Jodensavanne in de buurt van de verlaten joodse kolonie. In 1942 werden bekende prostituees geïnterneerd in plantage Katwijk en werden in 1944 weer vrijgelaten.

## Joodse immigratie
Oorspronkelijk was er een grote joodse gemeenschap in Suriname. In 1942 arriveerde een groep van 1.000 Franse joden die naar Portugal waren gevlucht, en toestemming hadden gekregen om naar Suriname te emigreren. Meer transporten volgden later. Tijdens de 2012 census in Suriname, identificeerden maar 181 personen zich als joods.

## Vrijwilligers

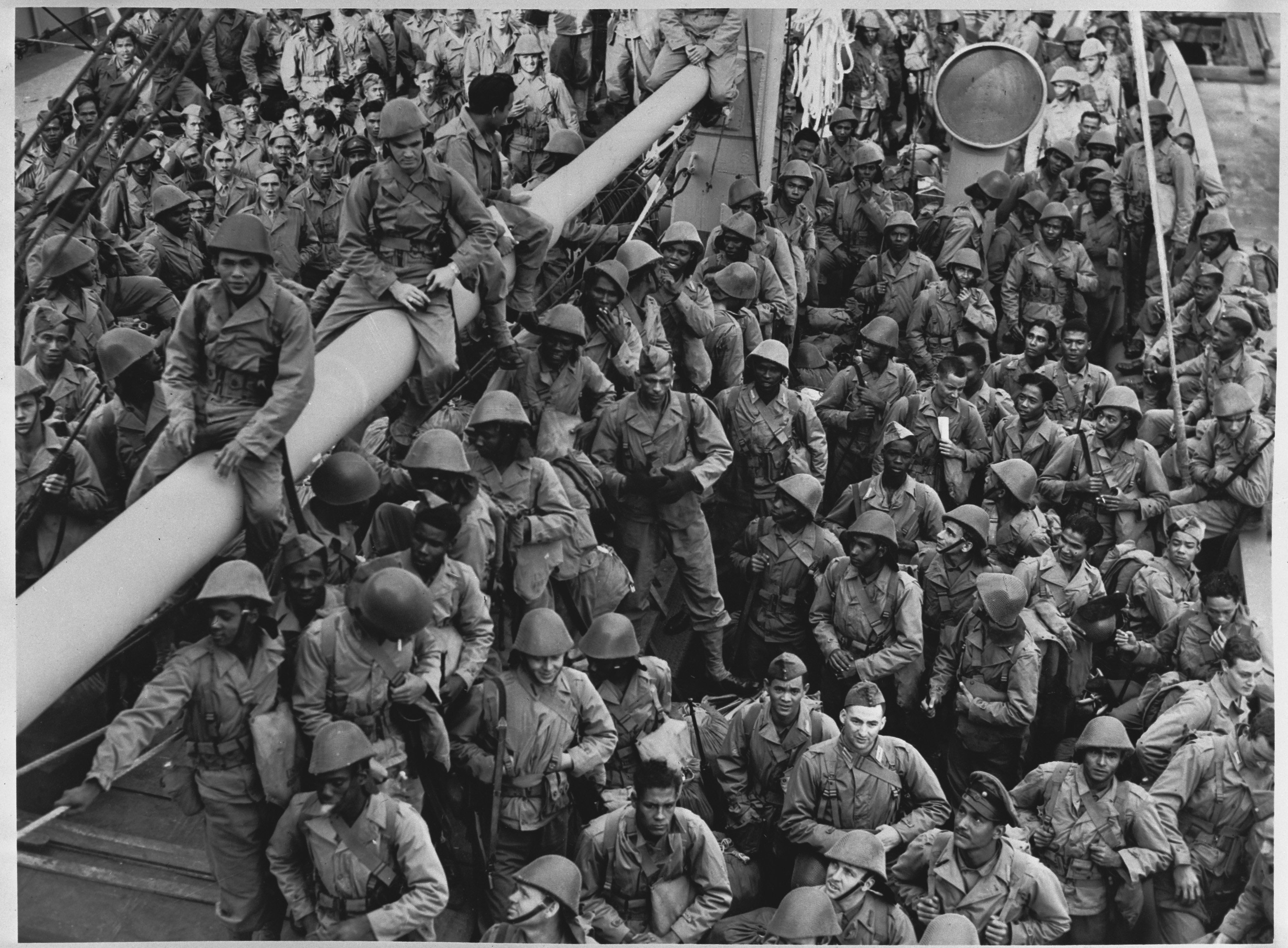
Surinamese vrijwilligers komen in Australië aan

De Surinaamse bevolking steunde de oorlog, maar de meerderheid was niet van plan vrijwillig  mee te vechten.:92, 94 Er waren ongeveer 400 vrijwilligers die wilden deelnemen aan de Prinses Irene Brigade. De legerleiding had etnische zorgen en de relatie met Zuid-Afrika, waar mee was afgesproken dat Nederlandse Zuid-Afrikanen mochten dienen in het Nederlands leger, resulteerde in het niet aannemen van het aanbod in 1941.:94 Desalniettemin hadden 15 vrijwilligers van Suriname deelgenomen aan de Operatie Overlord. In 1944 en 1945 hebben ongeveer 450 tot 500 vrijwilligers meegevochten in de KNIL in Azië. Ongeveer 200 Surinamers hadden gediend in de koopvaardij.:94

## Gevolgen
Ondanks dat er geen gevechten hadden plaatsgevonden in Suriname, had de oorlog een stimulerende werking op de economie van de kolonie. De internationale luchthaven en de wegen versterkten de economie. Gedurende de Tweede Wereldoorlog werden twee bauxietfabrieken gebouwd in Paranam en Onverdacht. In 1941 had Suriname voor de eerste keer in 75 jaar een budgetoverschot. Het overschot bleef gedurende de oorlog.:137 Op het einde van de oorlog was de bauxietproductie verantwoordelijk voor een derde van het bruto binnenlands product.:92 De de facto onafhankelijkheid tijdens de oorlog had bijgedragen tot een streven naar democratisering en autonomie hetgeen uiteindelijk leidde tot de Surinaamse onafhankelijkheid in 1975.

## Galerij

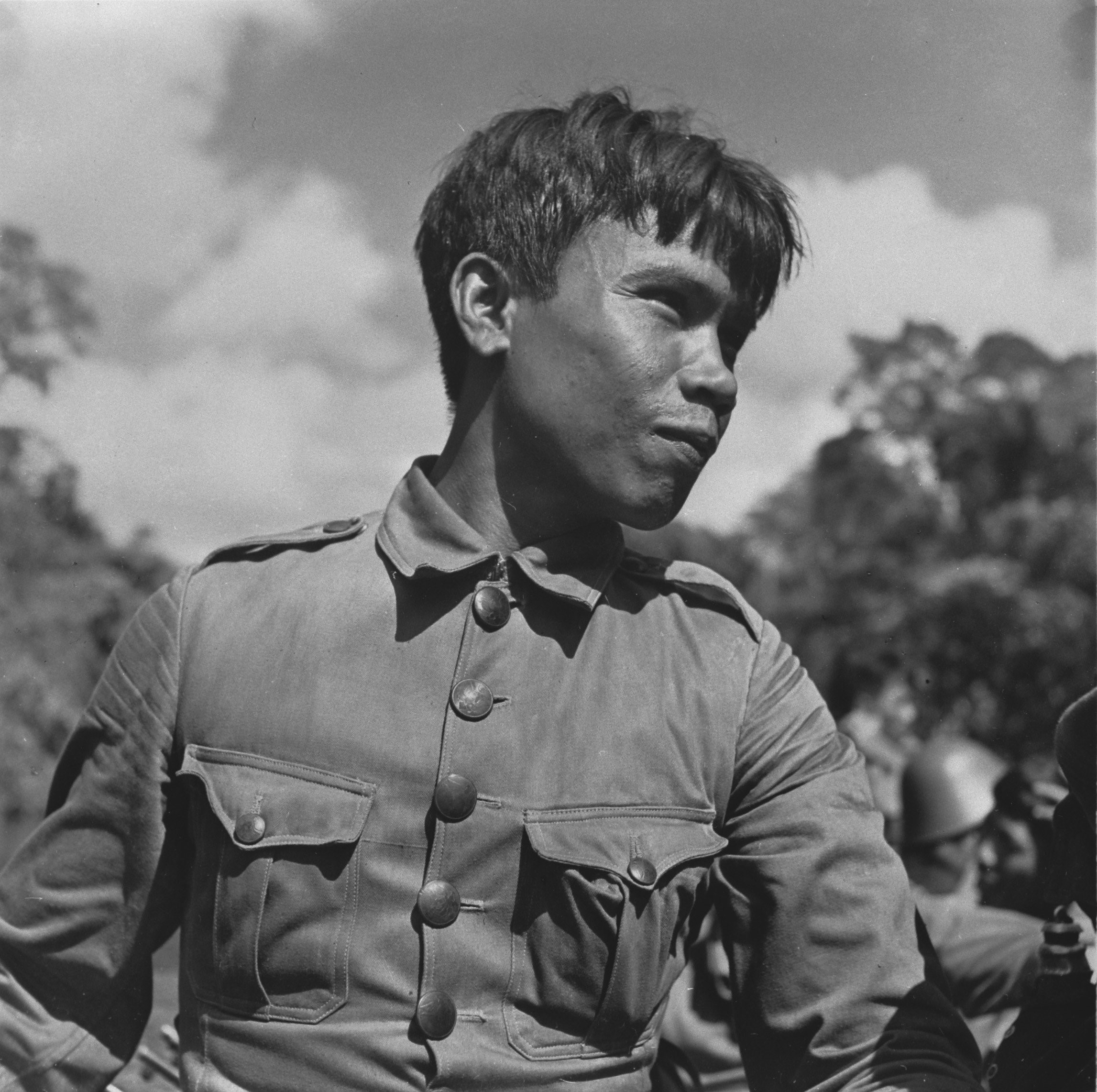
Surinaamse soldaat
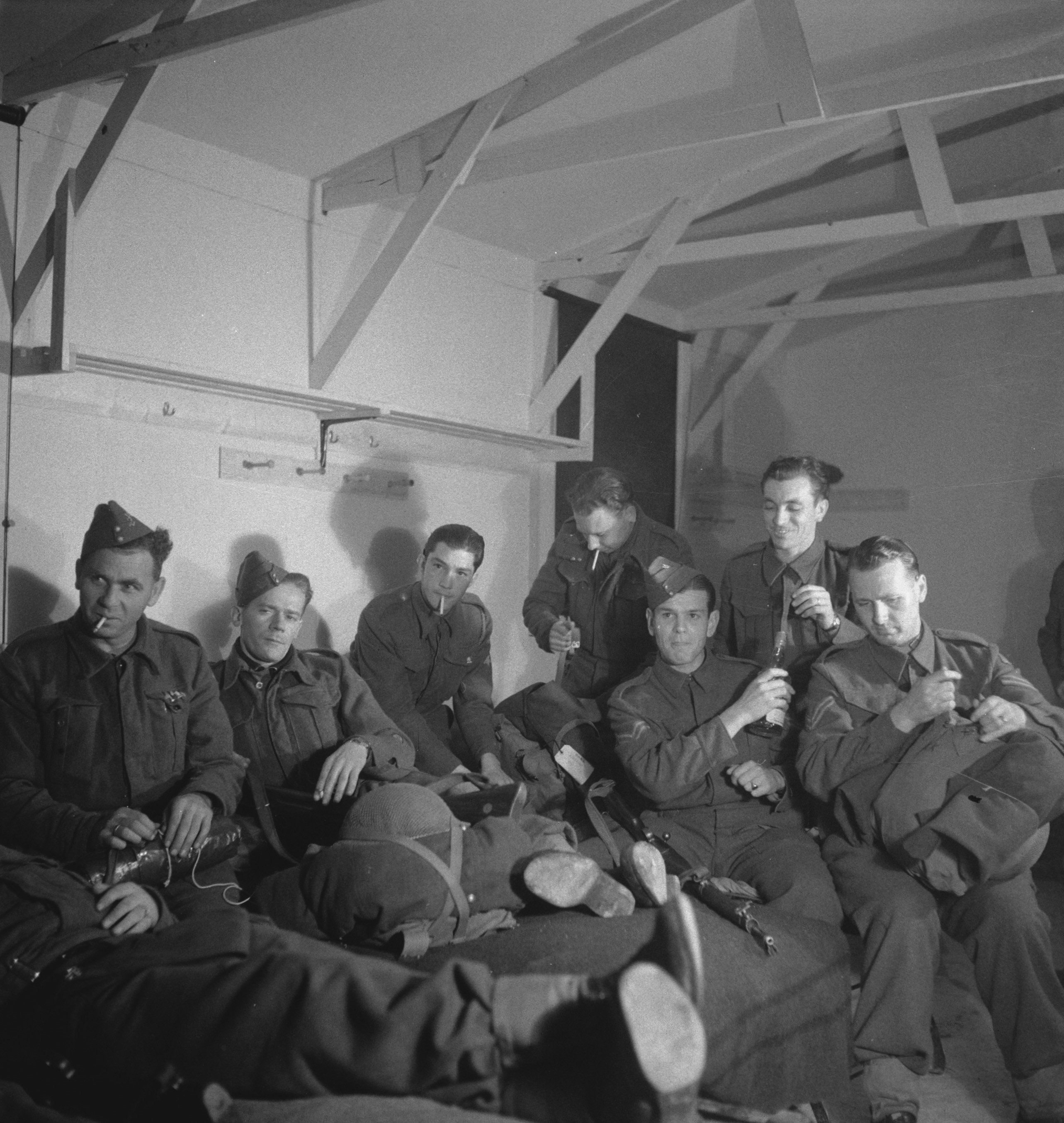
Nederlandse militairen onderweg naar Suriname (1941)
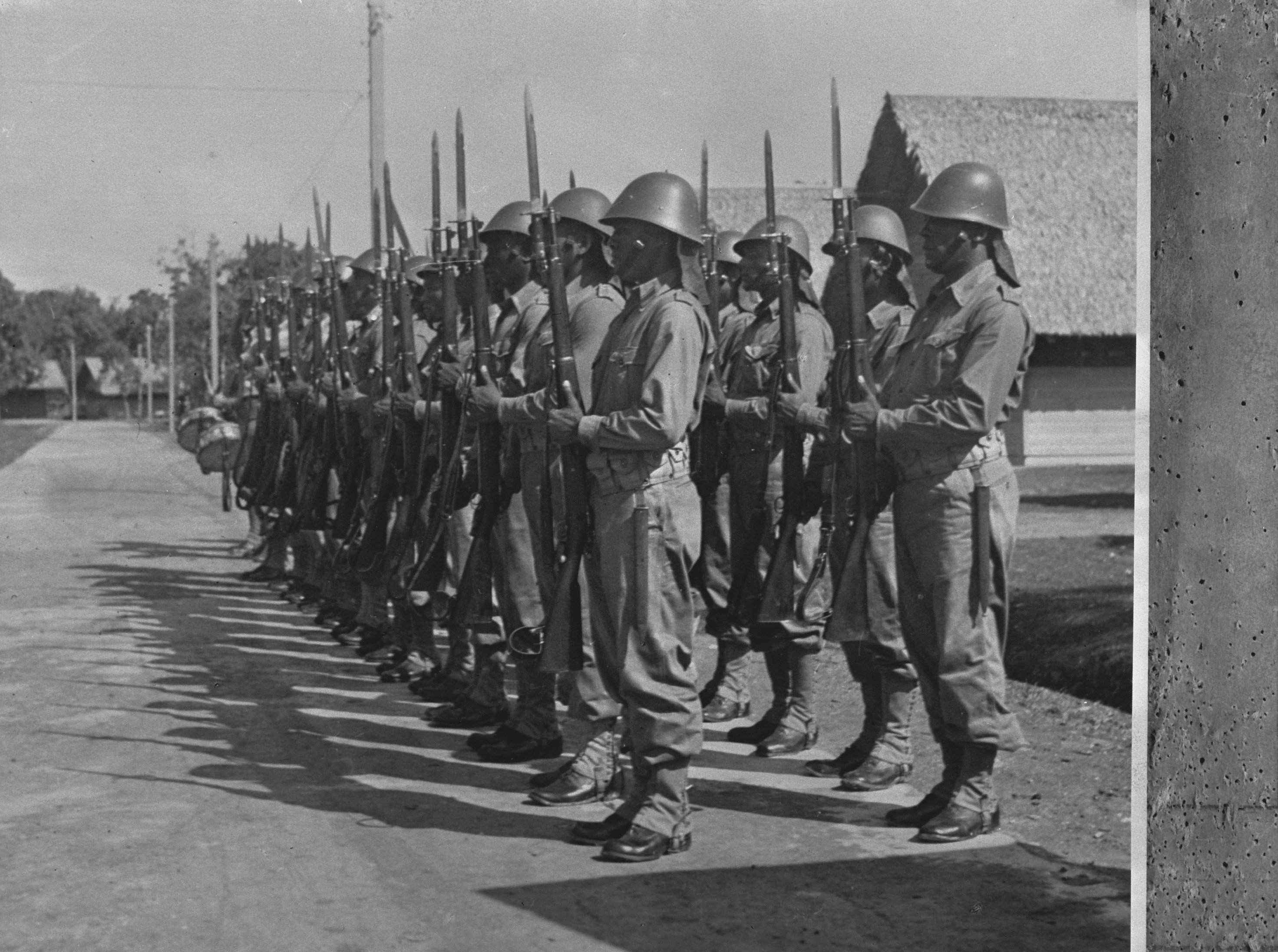
Militaire erewacht voor het bezoek van prinses Juliana (1943)
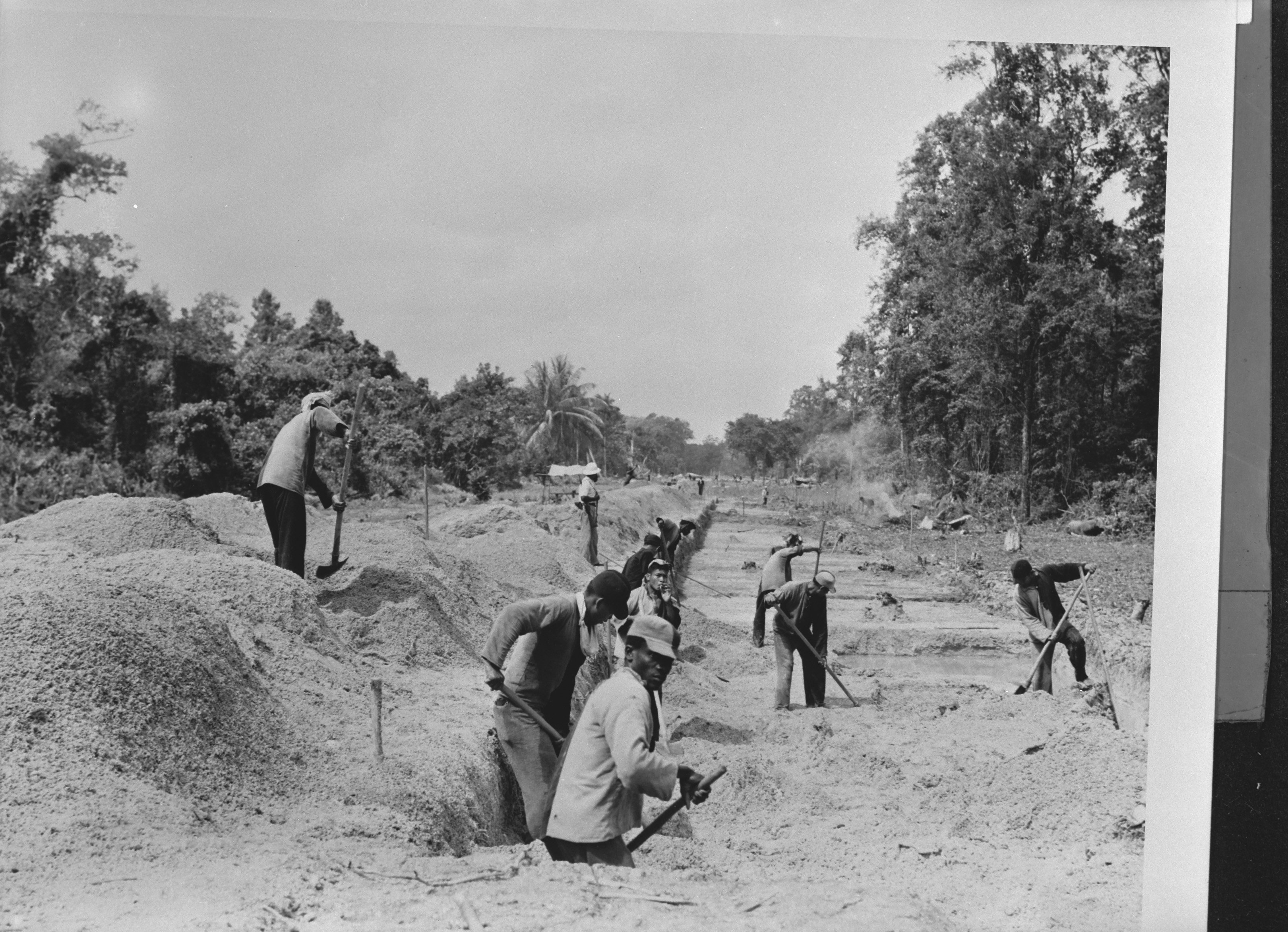
Gevangenen leggen een weg aan (1940-45)